# Weiße Elster
Die Weiße Elster (tschechisch Bílý Halštrov) ist ein 257 Kilometer langer rechter Nebenfluss der Saale.
Sie entspringt im westlichen Teil des Elstergebirges östlich von Aš (Asch) in Tschechien, nur etwa einen halben Kilometer nordwestlich der deutsch-tschechischen Grenze  und etwa 1,5 km nordwestlich vom deutschen Bärendorf. Beim Dorf Výhledy (Steingrün) wendet sie sich nach Norden und passiert zwischen dem Dorf Doubrava (Grün) und Bad Elster die Grenze zu Deutschland (Land Sachsen). Ihr Lauf in Tschechien ist etwa 12 km lang.
An der Weißen Elster liegen die größeren  Städte Plauen, Gera sowie Leipzig. Sie mündet  in die Saale im Süden des halleschen Stadtteils Silberhöhe.
Sie wurde vom Deutschen Angelfischerverband und den Naturfreunden Deutschlands zur „Flusslandschaft des Jahres 2020/2021“ gewählt.

## Name
Der Name Elster hat nichts mit dem Vogel zu tun. Er gehört mit seiner Grundform Al-astra oder Al-istra zum indogermanischen el-/ol- für fließen, strömen mit der germanischen Endung -str. Flussnamen, die auf die gleiche Grundform zurückgehen, finden sich in ganz Europa (Beispiel Alster). Im Slawischen heißt „Alstrawa“ die Eilende.
Für den in Adorf/Vogtl. in die Weiße Elster mündenden Schwarzbach wurde bis ins 17. Jahrhundert der Name Schwarze Elster verwendet, von der sich die Weiße Elster mit ihrem helleren trübstoffreichen Wasser unterschied, was möglicherweise zur Benennung als Weiße Elster geführt hat. Das Wasser des Schwarzbaches ist eisenhaltig und deswegen dunkler. Nicht zu verwechseln ist die Bezeichnung mit der Schwarzen Elster, einem in der Lausitz entspringenden rechten Nebenfluss der Elbe; die Weiße Elster kommt mit dieser nicht in Berührung.
Im Bereich des oberen Flusslaufes wurde das Elstergebirge nach der Weißen Elster benannt. Es erstreckt sich über Gebiete des sächsischen und böhmischen Vogtlandes. Nach der Weißen Elster wurde außerdem die Elster-Kaltzeit benannt, die älteste Kaltzeit des aktuellen Eiszeitalters, bei der es zu einer großräumigen Vergletscherung Norddeutschlands kam.

## Geographie

### Die Elsterquelle

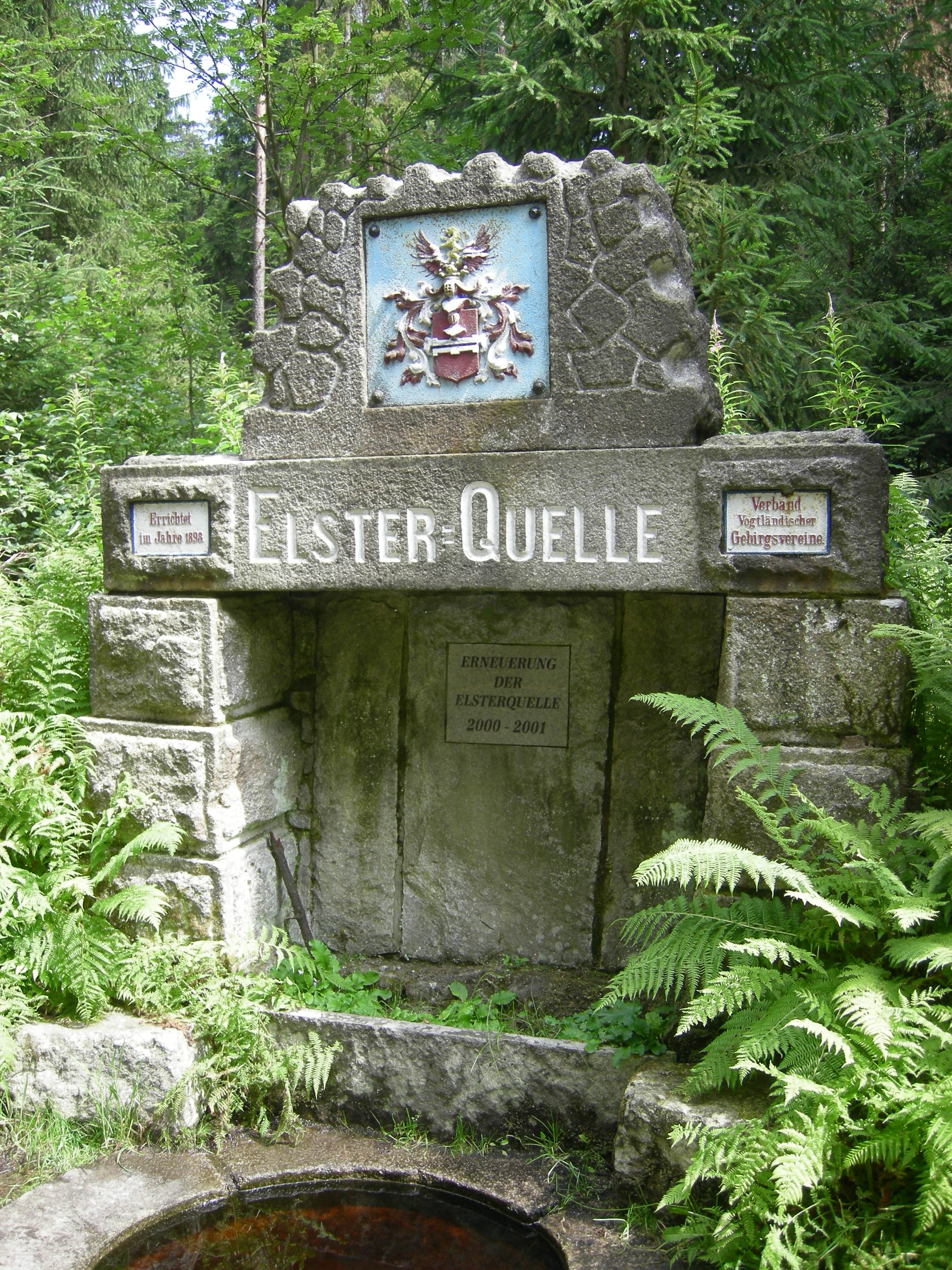
Quelle der Weißen Elster

Am 21. Juni 1896 wurde vom Verband vogtländischer Gebirgsvereine beschlossen, die Elsterquelle zu fassen und sie mit einem Steinmal nebst Inschrift zu kennzeichnen. Eigentlich gab es zwei Quellen. So war zu klären, welche zukünftig als Elsterquelle zu bezeichnen sei. Die Steingrüner Quelle wurde als diese bestimmt, weil sie die größere Wassermenge hat, höher liegt und von Anfang an die Hauptflussrichtung einschlägt.
Seit Oktober 2019 ist die Quelle ab Bad Brambach über die Haltestelle „Bärendorf Ort“ der Linie 34 (Anrufbus mit 2-stündiger Voranmeldung) des Stadtbus Vogtland und einem anschließenden Fußweg von ca. 2 km auch sehr gut umweltfreundlich zu erreichen.

### Ober- und Mittellauf

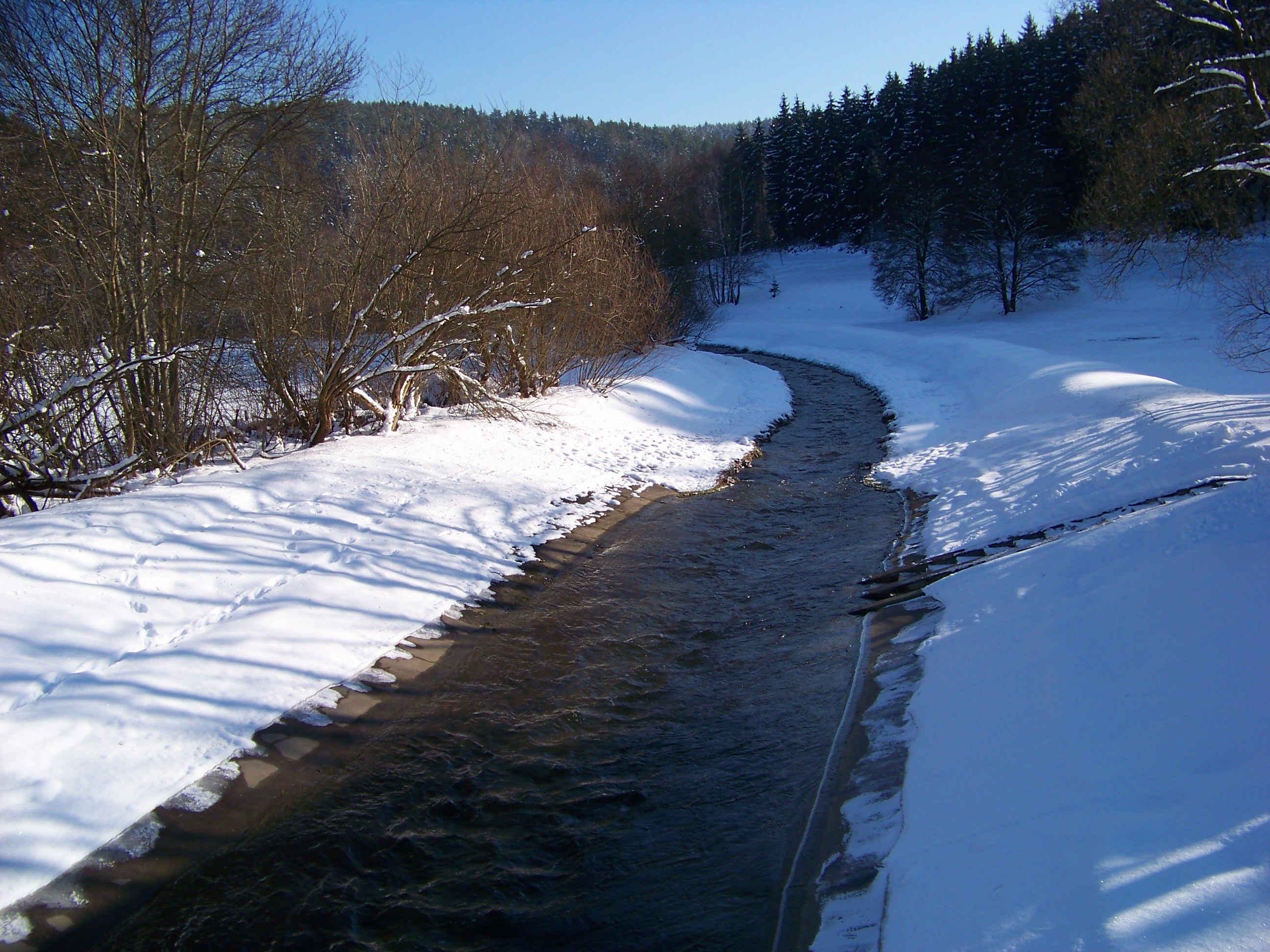
Weiße Elster in Bad Elster, Ortsteil Heißenstein (an der Grenze zur Tschechischen Republik)

Bereits etwa zehn Kilometer nach ihrer Quelle überquert die Weiße Elster zwischen Doubrava und Bad Elster die Grenze ins sächsische Vogtland. Hinter Oelsnitz wird sie durch die Talsperre Pirk aufgestaut und durchfließt nach der Staumauer die Orte Weischlitz, Kürbitz und Straßberg. Anschließend erreicht die Weiße Elster die Stadt Plauen, fließt danach durch die Täler der „Vogtländischen Schweiz“ und verlässt dann hinter der Stadt Elsterberg vorerst Sachsen.
In Thüringen durchfließt die Weiße Elster die Städte Greiz und Gera, wobei sie kurz vor Gera aus dem Vogtländischen Mittelgebirge heraustritt und in den Buntsandstein der Saale-Elster-Sandsteinplatte eintritt. Diese Platte verlässt die Weiße Elster kurz vor Zeitz in Sachsen-Anhalt und erreicht das Altenburg-Zeitzer Lößhügelland und damit das Norddeutsche Tiefland.

### Unterlauf

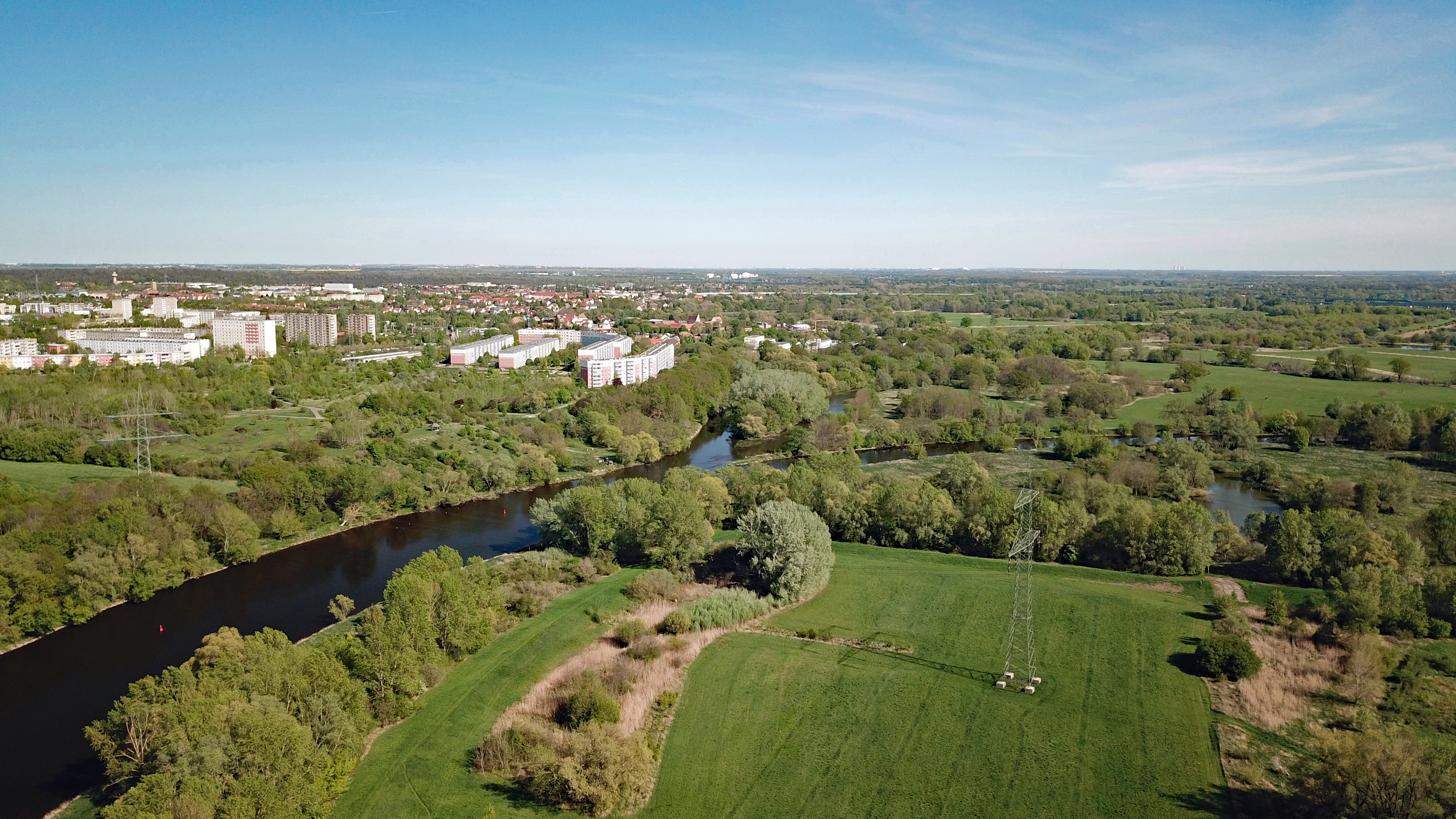
Luftbild der Mündung der Weißen Elster in die Saale

Kurz nach Zeitz erreicht die Weiße Elster die Leipziger Tieflandsbucht und verbreitert ihr Tal erheblich (durchschnittlich zwei Kilometer). Anschließend verlässt sie Sachsen-Anhalt und fließt erneut auf sächsischem Gebiet. Sie passiert Zwenkau und wird um den ehemaligen Tagebau Zwenkau (heute Zwenkauer See) herumgeleitet. Die Weiße Elster durchfließt danach Leipzig, erreicht bei Schkeuditz wieder Sachsen-Anhalt und mündet schließlich in Halle (Saale) in die Saale.

### Hydromorphologie
Der Unterlauf der Weißen Elster wurde bis zum Beginn der Elstervereisung ab Zwenkau durch die wesentlich größere Saale geprägt, welche im Altpleistozän das Tal der Weißen Elster nutzte. Die Saale verlief ab Leipzig weiter nordwärts bis zur Vereinigung mit der Mulde nördlich von Leipzig, erreichte den Leipziger Raum aber schon ab dem Mittelpleistozän nicht mehr, sodass nun die Weiße Elster in die Mulde mündete. Seit dem Saale-Spätglazial ist der Abfluss nach Norden durch die Tauchaer Endmoräne versperrt, weshalb sich die Mulde ab Grimma nordwärts in Richtung Wurzen und die Weiße Elster westwärts in Richtung Merseburg gewandt hat.
Aufgrund des geringen Gefälles und der Sedimentfracht aus dem Gebirge wechselte die Weiße Elster ab Zeitz (besonders nach Hochwasser-Ereignissen) häufig ihr Bett, teilte sich in mehrere Flussläufe auf und schuf zahlreiche Flussinseln und Altarme. Flüsse und Bäche flossen oft kilometerweit parallel zur Weißen Elster in deren Tal, bis sie schließlich mündeten. Der Mensch hat jedoch schon früh begonnen, die fruchtbare Elsteraue landwirtschaftlich zu nutzen und in den Flusslauf regulierend einzugreifen.
Die größten Veränderungen erfuhr die Weiße Elster in den letzten zwei Jahrhunderten. Zum Hochwasserschutz wurde sie stark begradigt, eingetieft, kanalisiert und eingedeicht. Außerdem musste als Folge des Braunkohlenabbaus zu DDR-Zeiten das Flussbett zwischen den sächsischen Städten Zwenkau und Leipzig verlegt werden und ist dort zum Teil betoniert und asphaltiert. Im Mai 2013 wurde das Einleitbauwerk in den Zwenkauer See bei Zitzschen in Betrieb genommen, beim Hochwasser Anfang Juni 2013 hat es sich bewährt, während 1954 Leipzig noch vom Hochwasser stark betroffen war.
Ein letzter unverbauter Abschnitt existiert noch zwischen Elsteraue-Ostrau und Löbnitz-Bennewitz. Hier schlängelt sich die Weiße Elster auf knapp zehn Flusskilometern oberflächennah durch viele Mäander mit dem typischen Wechselspiel von Erosion und Sedimentation an Prall- und Gleithängen. In der Aue der Weißen Elster sind viele Altarme erhalten geblieben. Die Bezeichnung „Alte Elster“ ist dabei relativ häufig, zum Beispiel bei Alte Elster (Zwenkau) und Alte Elster (Leipzig).

Falschfarbenbild der Elster-Luppe-Aue von Leipzig bis Halle aus DGM1-Daten

Relikte des verzweigten, anastomosierenden Flusslaufs (oft als Binnendelta bezeichnet) sind die Batschke bei Zwenkau und ihr abgetrennter Unterlauf bei Leipzig (Floßgraben), die Paußnitz und der Burgauenbach, welche heute künstlich mit Wasser versorgt werden. Weitere Nebenarme waren die Rödel und das Kuhburger Wasser, welche in den 1920er Jahren verfüllt wurden, das Hundewasser, die Rote Luppe, die Heuwegluppe, die Nördliche Alte Luppe oder die Moorluppe. Der Zusammenfluss von Parthe, Pleiße und Weißer Elster wird häufig als Leipziger Gewässerknoten bezeichnet, zu dem auch das kanalisierte Elsterflutbett und das 155 m breite Elsterbecken gehören.

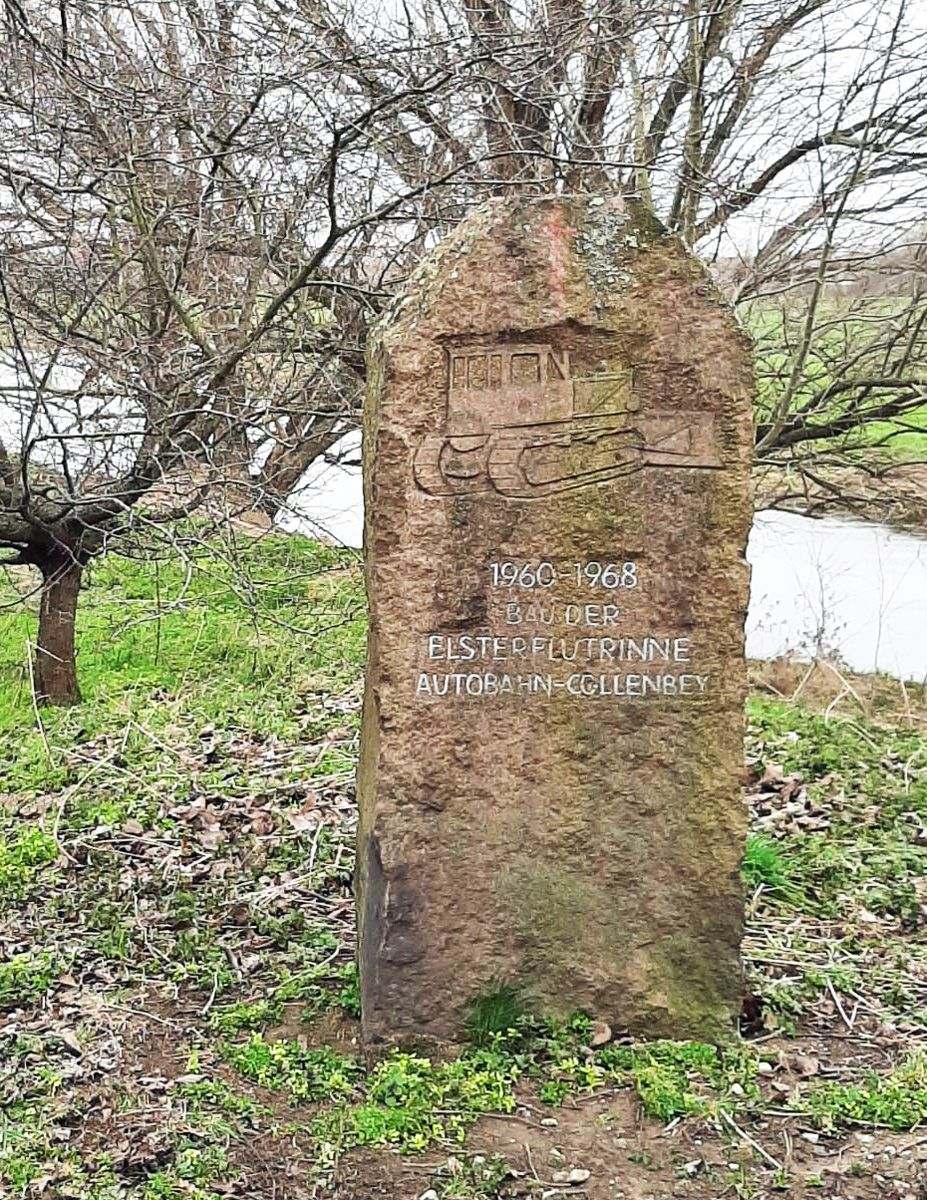
Gedenkstein zum Bau der Elsterflutrinne bei Kollenbey

In Leipzig teilt sich der Fluss in zwei größere Hauptarme. Der nördliche behält den Namen Weiße Elster und mündet unterhalb des halleschen Stadtteils Silberhöhe in die Saale. Der südliche, kanalisierte und eingedeichte Arm ist die Neue Luppe; sie vereinigt sich bei Rübsen wieder mit der Weißen Elster. Ab hier, in Nähe der Autobahn A9, wurde von 1960 bis 1968 die Weiße Elster bis zum Elsterwehr zwischen Döllnitz und Burgliebenau auf einer Länge von elf Kilometern nach Art der Neuen Luppe kanalisiert. Am Elsterwehr wird Wasser aus der Weißen Elster abgezweigt und nach Südwesten in ein Flutbett geleitet, das bei Kollenbey (alte Schreibweise Collenbey) in die ursprünglichen Flussbetten der Gerwische und des Markgrabens übergeht. Für diese Arbeiten (Autobahn bis Kollenbey) wurde in der Nähe der Vereinigung der Neuen Luppe mit der Weißen Elster ein Gedenkstein gesetzt.
Die beim Bau der Neuen Luppe zerteilte Luppe ist ab Kleinliebenau als etwa 25 km langer Unterlauf des ursprünglichen zweiten Hauptarmes erhalten geblieben, wird heute von der Neuen Luppe gespeist und mündet östlich von Schkopau in die Saale.

### Elster-Saale-Kanal
Der Elster-Saale-Kanal ist ein 1943 eingestelltes Kanalprojekt, welches die Stadt Leipzig an das Binnenschifffahrtsnetz anbinden sollte. Der Kanal sollte die Saale mit dem Lindenauer Hafen am heutigen Industriegebiet Leipzig-West verbinden, welcher wiederum über den etwa drei Kilometer langen Karl-Heine-Kanal eine Verbindung zur Weißen Elster gehabt hätte. 2015 wurde der Karl-Heine-Kanal mit dem Hafen verbunden, eine Verbindung des Hafens mit dem Elster-Saale-Kanal ist geplant. Ob die fehlenden 8 km des Elster-Saale-Kanals ab Günthersdorf bis zur Saale weitergebaut werden, ist offen.

## Sehenswürdigkeiten und Bauwerke
An den Ufern der Weißen Elster befinden sich zahlreiche landschaftliche und architektonische Sehenswürdigkeiten. Dazu gehört der Flussabschnitt zwischen Plauen und Wünschendorf/Elster, wo sich der Fluss tief in die Ausläufer des Thüringer Schiefergebirges eingegraben hat.

### Elstertalbrücke Pirk

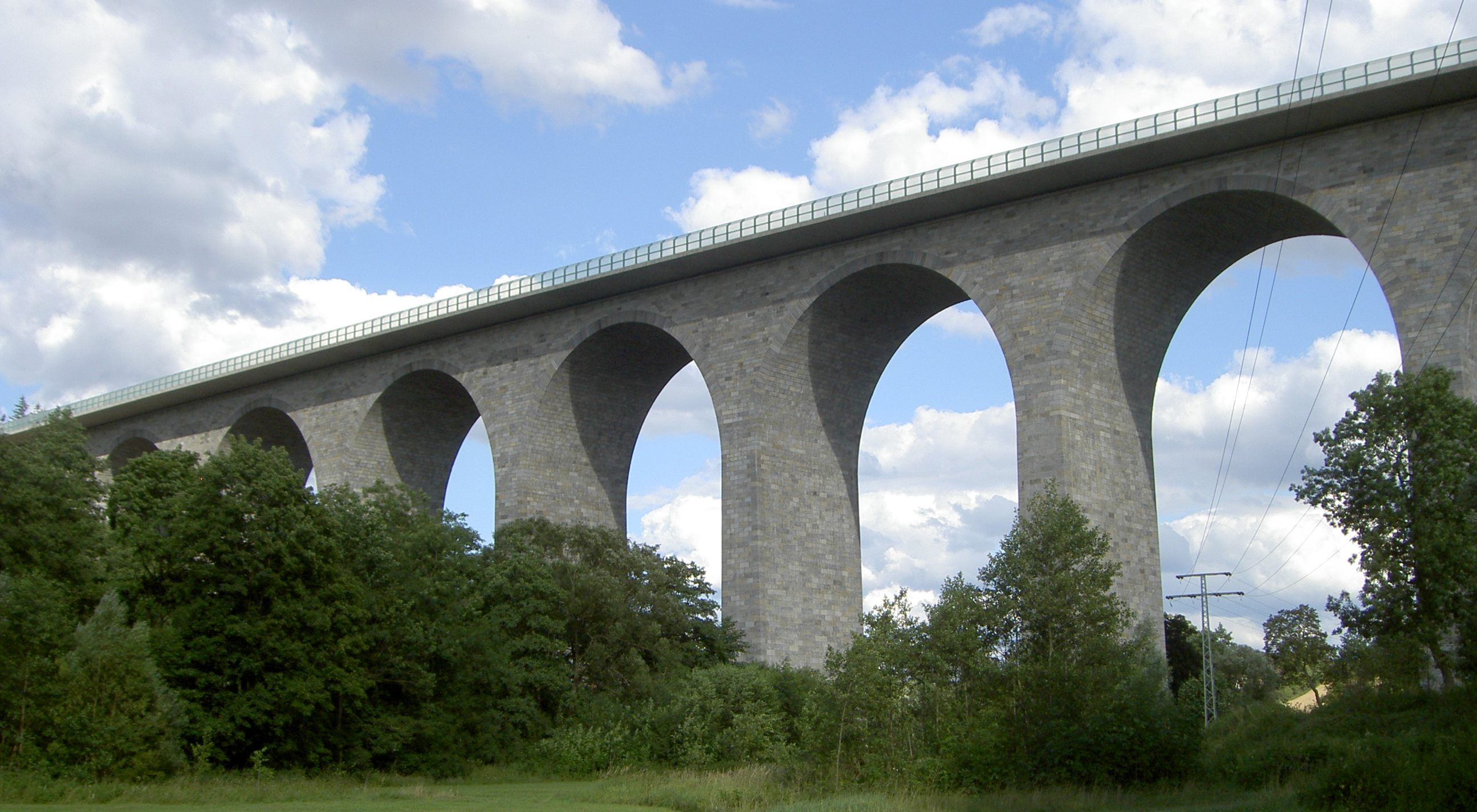
Die Elstertalbrücke bei Pirk, 2005

Die Elstertalbrücke Pirk ist als größte Quadersteinbogenbrücke Europas eine der ungewöhnlichsten Autobahnbrücken in Deutschland (Bundesautobahn 72). Ihr Bau wurde 1938 begonnen und 1940 eingestellt. Ihre Fertigstellung nach dem Zweiten Weltkrieg wurde von der DDR nicht vorgenommen, denn die darüber geplante Autobahn war als Transitstrecke nach Westdeutschland bzw. nach  Bayern nicht vorgesehen. Zwischen der Baustelle und der nahen Innerdeutschen Grenze war auch keine Anschlussstelle vorhanden.
Nach der deutschen Wiedervereinigung wurden die damals fertiggestellten Pfeiler und Brückenbögen überprüft und es war möglich, auf den vorhandenen Pfeilern einen sogar breiteren Überbau als damals geplant zu errichten (die Wände der Brückenbögen haben im fertigen Bau keine tragende Funktion, sie umhüllen lediglich das neu auf den Pfeilern errichtete Tragwerk). Seit der Fertigstellung kann der Straßenverkehr auf je zwei Fahrstreifen und einem Standstreifen das Bauwerk benutzen.

### Alte Elsterbrücke in Plauen

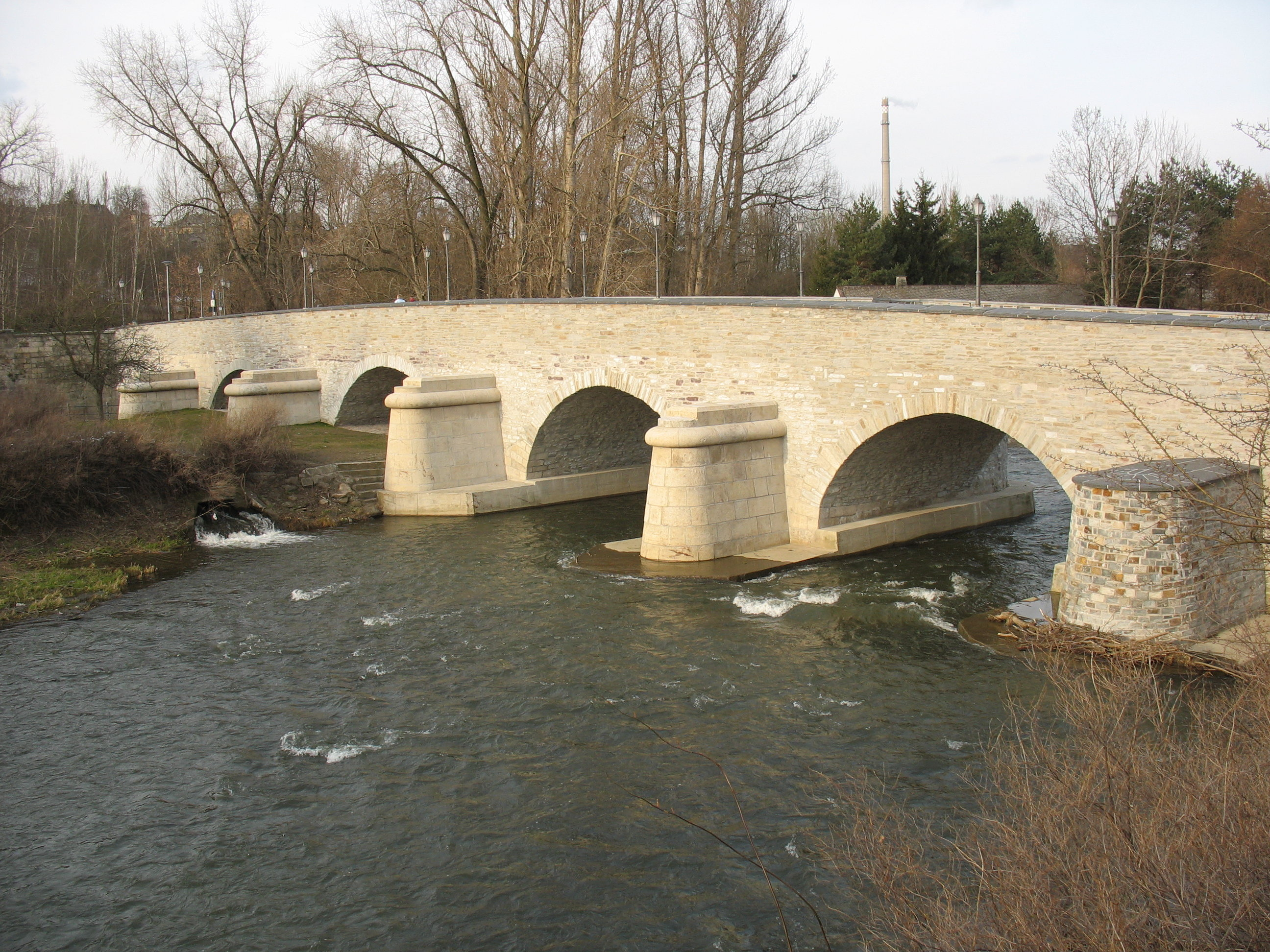
Die Alte Elsterbrücke in Plauen

Die Alte Elsterbrücke in Plauen wurde 1244 als Pons lapideus (steinerne Brücke) erstmals urkundlich erwähnt. Damit ist sie die zweitälteste Brücke Sachsens. Hier trafen zwei der ältesten Handelsstraßen aufeinander und überquerten gemeinsam die Weiße Elster. Die eine Straße kam aus Nürnberg und die andere aus Augsburg. Sie führten nach der Brücke weiter nach Thüringen bzw. nach Osten. Die Brücke gehörte zur alten Stadtbefestigung Plauens und überquert mit einer Länge von 75 Metern und einer Breite von sieben Metern die Elster und den Mühlgraben. Die Brücke besteht aus sechs steinernen Bögen und besaß früher zwei Turmaufbauten an den Enden. Anfang des 19. Jahrhunderts wurden diese Turmaufbauten abgerissen. 1888 wurde die Brücke nach einem Umbau, bei dem sie mit Stahlverstrebungen verstärkt wurde, neu geweiht und erhielt dabei den Namen König-Albert-Brücke. Am 15. November 1894 wurde die Straßenbahnstrecke, die zunächst eingleisig über die Brücke führte, eröffnet. Ab 28. November 1903 fuhr die Straßenbahn zweigleisig. In den letzten Wochen des Zweiten Weltkrieges wurde die Südseite der Brücke durch einen Bombentreffer stark beschädigt. Nach dem Krieg wurde sie wieder aufgebaut und 1949 in Dr.-Wilhelm-Kültz-Brücke umbenannt. Nachdem der Straßen(bahn)verkehr drastisch zugenommen hatte, wurde in den 1970er Jahren eine neue Brücke über die Elster errichtet, die im November 1973 für den Verkehr freigegeben wurde. Nach der Rekonstruktion 1984 wurde die alte Elsterbrücke nur noch als Fußgängerbrücke freigegeben. 1986 wurde die Nachbildung einer Postmeilensäule am südlichen Ende der Brücke aufgestellt, die an die Bedeutung der Brücke für den Handel erinnern soll. Seit 1991 trägt die Brücke den Namen Alte Elsterbrücke. Zwischen 2006 und 2007 fanden umfangreiche Sanierungsarbeiten statt, die mit der Weihe am 15. August 2007 abgeschlossen wurden.

### Elstertalbrücke  bei Joketa

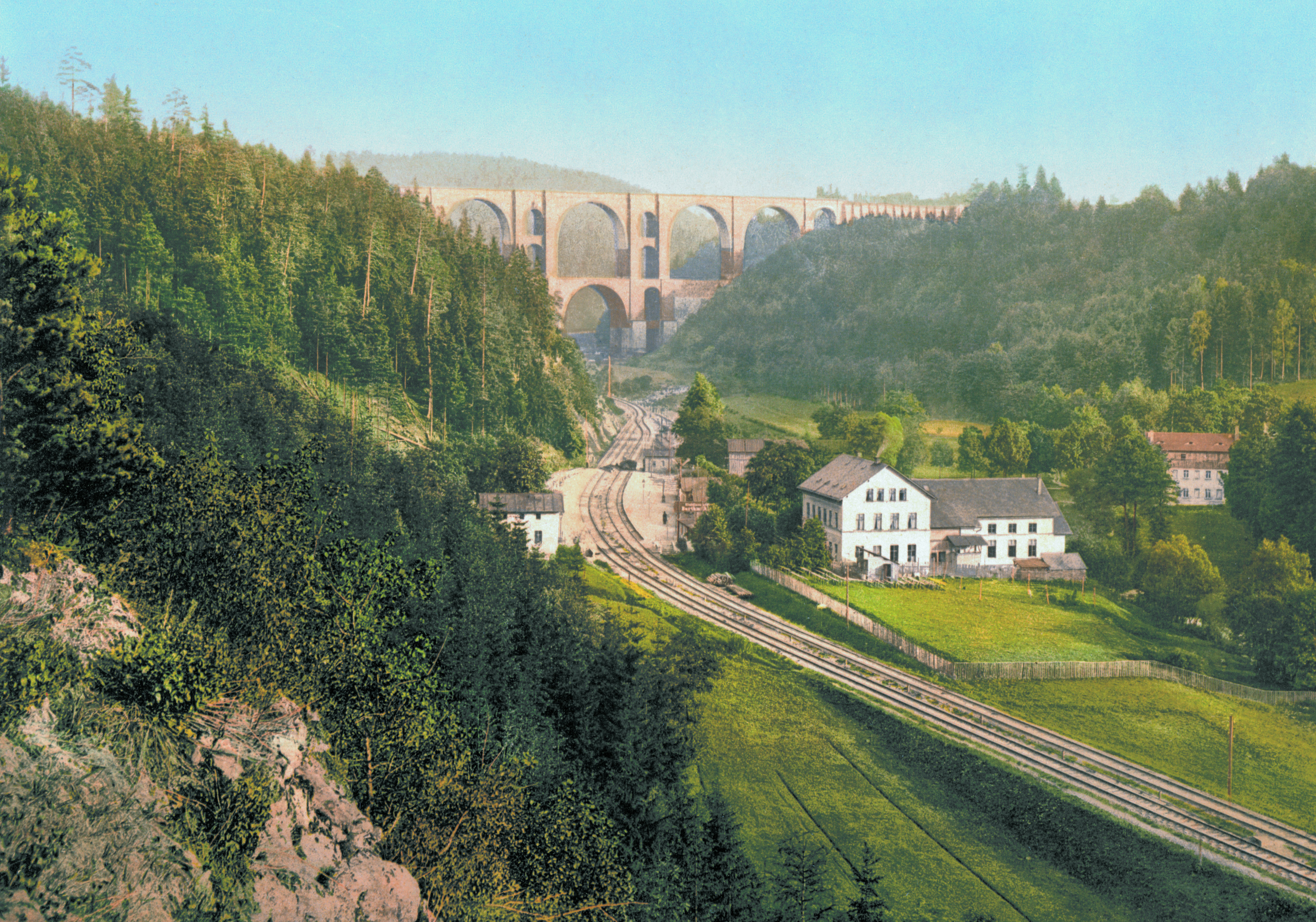
Die Elstertalbrücke bei Jocketa um 1900

Die Elstertalbrücke ist Teil der Eisenbahnhauptstrecke Leipzig/Dresden–Plauen–Hof–Nürnberg (Sachsen-Franken-Magistrale) und führt zwischen Jößnitz und Jocketa über die Weiße Elster. Sie wurde im Zuge des Baus der Bahnstrecke Leipzig–Hof der Sächsisch-Bayerischen Eisenbahn zusammen mit der nahen Göltzschtalbrücke errichtet. Unter der 68 m hohen Brücke verläuft die Elstertalbahn. Die Brückenlänge beträgt 283 m. Sie ist nach der Göltzschtalbrücke die zweitgrößte Ziegelbrücke der Welt.

### Historische Holzbrücke Wünschendorf

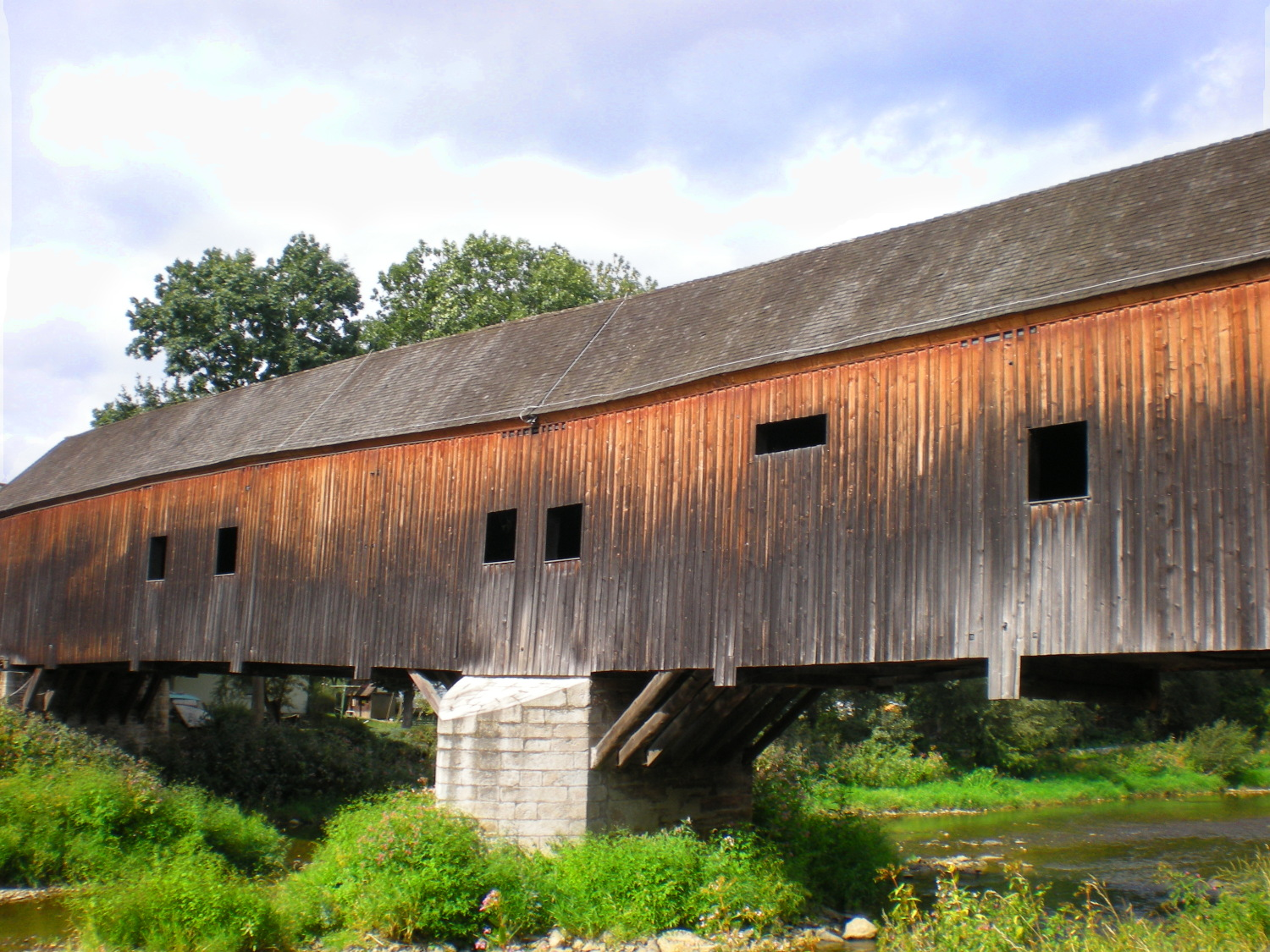
Historische Holzbrücke in Wünschendorf, 2008

Die historische Holzbrücke in Wünschendorf/Elster gehört zu den letzten erhaltenen überdachten Holzbrücken in Deutschland. Sie steht unter Denkmalschutz. Eine erste Brücke wurde an dieser Stelle im 13. Jahrhundert errichtet. Nach mehreren Zerstörungen entstand die heutige Brücke 1786.

### Saale-Elster-Talbrücke

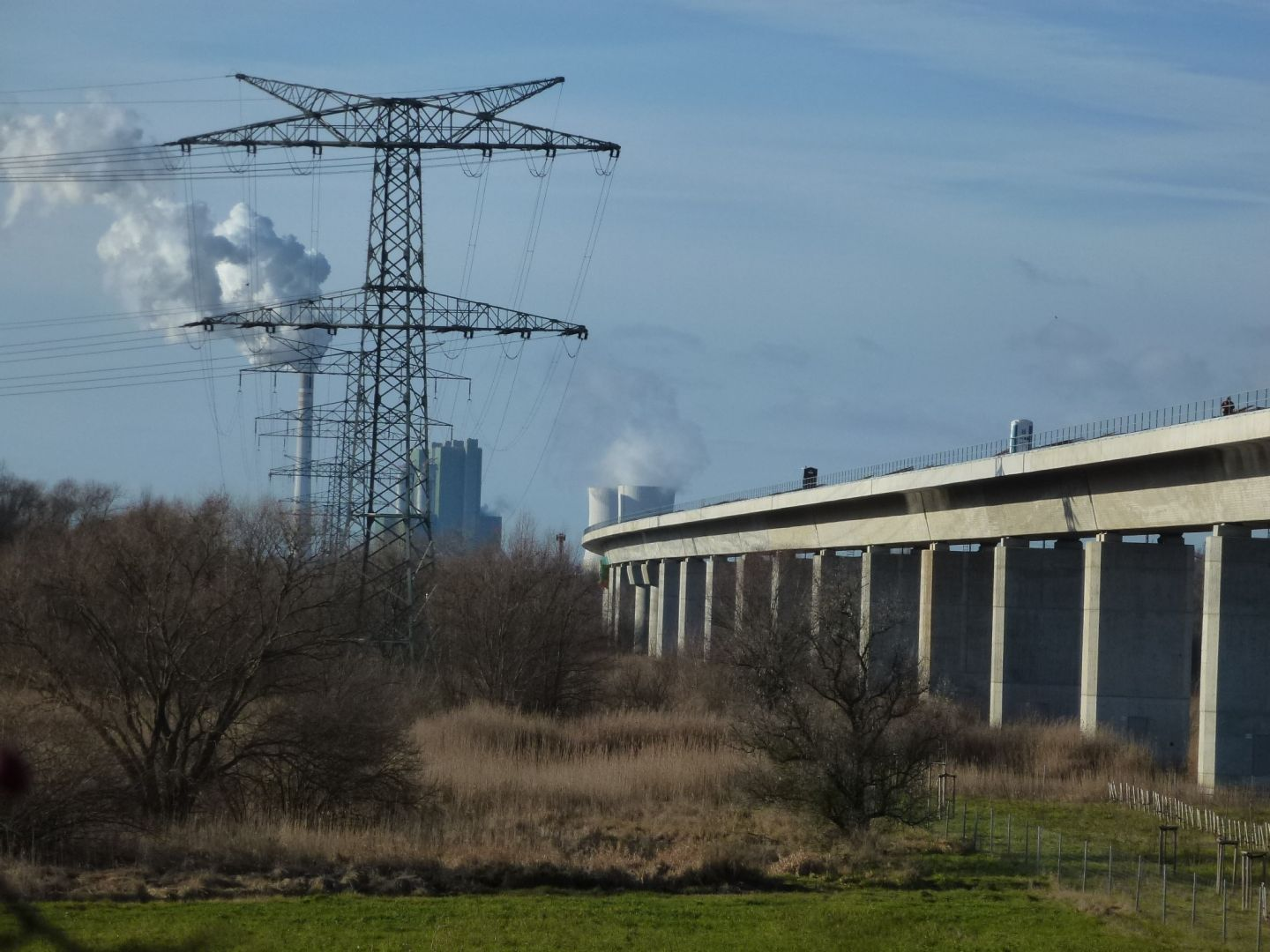
Saale-Elster-Talbrücke bei Osendorf, Blick nach Westen, 2014

Die Saale-Elster-Talbrücke ist eine Eisenbahnbrücke der Neubaustrecke Erfurt–Leipzig/Halle, die die beiden Flüsse Saale und Weiße Elster und die etwa 4 km breite Talaue zwischen beiden überspannt. Über die  Weiße Elster führt die mehr als 9 km lange Brücke bei Osendorf ca. 5 km vor ihrer Mündung in die Saale.

## Flussbegleitende Radroute

Logo des Radwegs

Die Strecke der Radroute führt größtenteils entlang des Ufers. Die Beschaffenheit des Weges ist dabei sehr unterschiedlich, zum Beispiel ist der asphaltierte Teil zwischen der A 9 und Lochau auch für Inlineskater geeignet. Teilweise ist der Ausbau noch nicht abgeschlossen. Auf einer Länge von rund 260 Kilometern führt er von Aš durch das Vogtland, über das Thüringer Schiefergebirge bis hin zur Leipziger Tieflandsbucht und endet in Halle (Saale).
Der Beginn (ab Aš) zeichnet sich durch bergige Abschnitte aus und ist dadurch für erfahrene Tourenradler geeignet. Ab Gera talwärts kann die Route auch gut von Unerfahrenen und Familien mit Kindern befahren werden. Besonders praktisch ist hierbei die Anreise mit der Vogtlandbahn. Da die Route größtenteils entlang der Bahnstrecke Eger-Plauen und der Elstertalbahn führt, ist man sehr flexibel bei der Etappenplanung. Die Züge verkehren im Ein- bzw. Zweistundentakt, so dass man jederzeit die Tour beenden und mit dem Zug nach Hause fahren kann.
Teilweise parallel zum Radweg verlaufen diverse Wanderwege.

## Weinroute an der Weißen Elster
Die ca. 20 km lange Weinroute zwischen Wetterzeube und dem Kloster Posa in Zeitz wird als Teil des Weinanbaugebiets Saale-Unstrut-Region gezählt.

## Landkarten
- "Radwander- und Wanderkarte Elster-Radweg. Entlang der Weißen Elster von der Quelle bei Aš über Bad Elster, Plauen, Greiz, Gera, Zeitz, Markkleeberg und Leipzig bis zur Mündung in die Saale bei Halle". 1:35 000, Verlag Dr. Barthel, Borsdorf bei Leipzig, vor 2025, ISBN 978-3-89591-159-0.